# Classe Virginia (croiseur)
Pour les autres classes de navires du même nom, voir Classe Virginia.
La classe Virginia est une classe de croiseurs lance-missiles à propulsion nucléaire de l'United States Navy construits à partir de 1972. Quatre ont été construits (le Virginia, le Texas, le Mississippi et l'Arkansas), le dernier étant retiré du service en 1998.

## Unités de la classe
| Nom         | N° de coque | Chantier                  | Quille          | Lancement        | Mise en service   | Port d'attache | Destin                                 |
| ----------- | ----------- | ------------------------- | --------------- | ---------------- | ----------------- | -------------- | -------------------------------------- |
| Virginia    | CGN-38      | Newport News Shipbuilding | 19 août 1972    | 14 décembre 1974 | 11 septembre 1976 | Norfolk        | Retiré du service le 10 novembre 1994. |
| Texas       | CGN-39      | Newport News Shipbuilding | 18 août 1973    | 9 août 1975      | 10 septembre 1977 | Alameda        | Retiré du service le 16 juillet 1993.  |
| Mississippi | CGN-40      | Newport News Shipbuilding | 22 février 1975 | 31 juillet 1976  | 5 août 1978       | Norfolk        | Retiré du service le 28 juillet 1997.  |
| Arkansas    | CGN-41      | Newport News Shipbuilding | 17 janvier 1977 | 21 octobre 1978  | 18 octobre 1980   | Bremerton      | Retiré du service le 7 juillet 1997.   |